# Hervé Boussard
Hervé Boussard, född 8 mars 1966 i Pithiviers, Loiret, död 26 juni 2013 i Lésigny, Seine-et-Marne, var en fransk tävlingscyklist som tog OS-brons i lagtempoloppet vid olympiska sommarspelen 1992 i Barcelona. 